# Luosha Fang
Pour les articles homonymes, voir Fang.
 (février 2024).
La mise en forme du texte ne suit pas les recommandations de Wikipédia : il faut le « wikifier ».
Les points d'amélioration suivants sont les cas les plus fréquents. Le détail des points à revoir est peut-être précisé sur la page de discussion.
- Les titres sont pré-formatés par le logiciel. Ils ne sont ni en capitales, ni en gras.
- Le texte ne doit pas être écrit en capitales (les noms de famille non plus), ni en gras, ni en italique, ni en « petit »…
- Le gras n'est utilisé que pour surligner le titre de l'article dans l'introduction, une seule fois.
- L'italique est rarement utilisé : mots en langue étrangère, titres d'œuvres, noms de bateaux, etc.
- Les citations ne sont pas en italique mais en corps de texte normal. Elles sont entourées par des guillemets français : « et ».
- Les listes à puces sont à éviter, des paragraphes rédigés étant largement préférés. Les tableaux sont à réserver à la présentation de données structurées (résultats, etc.).
- Les appels de note de bas de page (petits chiffres en exposant, introduits par l'outil «  Source ») sont à placer entre la fin de phrase et le point final[comme ça].
- Les liens internes (vers d'autres articles de Wikipédia) sont à choisir avec parcimonie. Créez des liens vers des articles approfondissant le sujet. Les termes génériques sans rapport avec le sujet sont à éviter, ainsi que les répétitions de liens vers un même terme.
- Les liens externes sont à placer uniquement dans une section « Liens externes », à la fin de l'article. Ces liens sont à choisir avec parcimonie suivant les règles définies. Si un lien sert de source à l'article, son insertion dans le texte est à faire par les notes de bas de page.
- La présentation des références doit suivre les conventions bibliographiques. Il est recommandé d'utiliser les modèles {{Ouvrage}}, {{Chapitre}}, {{Article}}, {{Lien web}} et/ou {{Bibliographie}}. Le mode d'édition visuel peut mettre en forme automatiquement les références.
- Insérer une infobox (cadre d'informations à droite) n'est pas obligatoire pour parachever la mise en page.

Pour une aide détaillée, merci de consulter Aide:Wikification.
Si vous pensez que ces points ont été résolus, vous pouvez retirer ce bandeau et améliorer la mise en forme d'un autre article.
Luosha Fang (方萝莎) est une violoniste et altiste américano-chinoise vivant à New York et professeur de violon au Bard College .

## Biographie
Luosha Fang a étudié au Curtis Institute of Music avec Ida Kavafian et Shmuel Ashkenasi et à l'Escuela Superior de Música Reina Sofía à Madrid en tant qu'élève d'alto de Nobuko Imai. Elle a remporté le premier prix du Classic Strings International Competition de Vienne en 2019  et du Tokyo International Viola Competition en 2018  et a collaboré avec de nombreux compositeurs, comme le compositeur américain Michael Djupstrom ainsi qu'avec l'Almanac Dance Circus Theatre et la compagnie de danse Bill T. Jones/Arnie Zane . Elle était auparavant altiste du Quatuor Pavel Haas.
Elle joue avec l'alto 'Josefowitz' de Andrea Guarneri (1690) .

## Discographie
Avec le Albany Symphony Orchestra
- Unforgettable: the music of Tsontakis (Naxos, 8.559826, 2017)[5]

Avec le Pavel Haas Quartet
- Brahms Piano Quintet In F Minor, Op. 34 - String Quintet In G Major, Op. 111 (Supraphon, SU 4306-2, 2022)[6]